# Luxemburg op de Olympische Zomerspelen 1996
Luxemburg nam deel aan de Olympische Zomerspelen 1996 in Atlanta, Verenigde Staten. 

## Deelnemers en resultaten

### Atletiek
| Olympiër          | Discipline      | Resultaat | Prestatie             |
| ----------------- | --------------- | --------- | --------------------- |
| Véronique Linster | 100m horden (v) | 36e       | serie 6: 6de in 13,47 |

### Judo
| Olympiër    | Discipline | Resultaat | Prestatie                                                                                         |
| ----------- | ---------- | --------- | ------------------------------------------------------------------------------------------------- |
| Igor Muller | +95kg (m)  | 13e       | 1ste ronde: W van UZB Muradov 2de ronde: V van FRA Douillet herkansingen: V van BEL Van Barneveld |

### Schermen
| Olympiër        | Discipline | Resultaat | Prestatie                             |
| --------------- | ---------- | --------- | ------------------------------------- |
| Mariette Schmit | degen (v)  | 44e       | 1ste ronde: V van UKR Vybronova: 8-15 |

### Schietsport
| Olympiër             | Discipline          | Resultaat | Prestatie                                     |
| -------------------- | ------------------- | --------- | --------------------------------------------- |
| Armand Dousemont     | trap (m)            | 42e       | kwalificatie: 42ste met 116 punten (69-47)    |
| Armand Dousemont     | dubbeltrap (m)      | 33e       | kwalificatie: 33ste met 120 punten (42-37-41) |
|                      |                     |           |                                               |
| Iris Kremer-Roseneck | 10m luchtgeweer (v) | 31e       | kwalificatie: 31ste met 387 punten            |

### Tennis
| Olympiër    | Discipline    | Resultaat | Prestatie                                 |
| ----------- | ------------- | --------- | ----------------------------------------- |
| Anne Kremer | enkelspel (v) | 33e       | 1ste ronde: V van USA Davenport: 2-6, 1-6 |

Afghanistan · Albanië · Algerije · Amerikaanse Maagdeneilanden · Amerikaans-Samoa · Andorra · Angola · Antigua‑Barbuda · Argentinië · Armenië · Aruba · Australië · Azerbeidzjan · Bahama's · Bahrein · Bangladesh · Barbados · België · Belize · Benin · Bermuda · Bhutan · Bolivia · Bosnië en Herzegovina · Botswana · Brazilië · Britse Maagdeneilanden · Brunei · Bulgarije · Burkina Faso · Burundi · Cambodja · Canada · Centraal-Afrikaanse Republiek · Chili · China · Chinees Taipei · Colombia · Comoren · Congo-Brazzaville · Cookeilanden · Costa Rica · Cuba · Cyprus · Denemarken · Djibouti · Dominica · Dominicaanse Republiek · Duitsland · Ecuador · Egypte · El Salvador · Equatoriaal-Guinea · Estland · Ethiopië · Fiji · Filipijnen · Finland · Frankrijk · Gabon · Gambia · Georgië · Ghana · Grenada · Griekenland · Groot-Brittannië · Guam · Guatemala · Guinee · Guinee-Bissau · Guyana · Haïti · Honduras · Hongarije · Hongkong · Ierland · IJsland · India · Indonesië · Irak · Iran · Israël · Italië · Ivoorkust · Jamaica · Japan · Jemen · Joegoslavië · Jordanië · Kaaimaneilanden · Kaapverdië · Kameroen · Kazachstan · Kenia · Kirgizië · Koeweit · Kroatië · Laos · Lesotho · Letland · Libanon · Liberia · Libië · Liechtenstein · Litouwen · Luxemburg ·  Macedonië · Madagaskar · Malawi · Malediven · Maleisië · Mali · Malta · Marokko · Mauritanië · Mauritius · Mexico · Moldavië · Monaco · Mongolië · Mozambique · Myanmar · Namibië · Nauru · Nederland · Nederlandse Antillen · Nepal · Nicaragua · Nieuw-Zeeland · Niger · Nigeria · Noord-Korea · Noorwegen · Oeganda · Oekraïne · Oezbekistan · Oman · Oostenrijk · Pakistan · Palestina · Panama · Papoea-Nieuw-Guinea · Paraguay · Peru · Polen · Portugal · Puerto Rico · Qatar · Roemenië · Rusland · Rwanda · Saint Kitts en Nevis · Saint Lucia · Saint Vincent en Grenadines · Salomonseilanden · Samoa · San Marino · Sao Tomé en Principe · Saoedi-Arabië · Senegal · Seychellen · Sierra Leone · Singapore · Slovenië · Slowakije · Soedan · Somalië · Spanje · Sri Lanka · Suriname · Swaziland · Syrië · Tadzjikistan · Tanzania · Thailand · Togo · Tonga · Trinidad en Tobago · Tsjaad · Tsjechië · Tunesië · Turkije · Turkmenistan · Uruguay · Vanuatu · Venezuela · Verenigde Arabische Emiraten · Verenigde Staten · Vietnam · Wit-Rusland · Zaïre · Zambia · Zimbabwe · Zuid-Afrika · Zuid-Korea · Zweden · Zwitserland